# لوین آگوست فون بنیگسن
لوین آگوست گوتلیب تئوفیل گراف فون بنیگسن (روسی: Ле́вин А́вгуст Го́тлиб Теофи́ль фон Бе́ннигсен به زبان، همچنین Лео́нтий Лео́нтьевич Бе́ннигсен Leóntii Leónt'yevich ; ۱۰ فوریه ۱۷۴۵–۳ دسامبر ۱۸۲۶) یک ژنرال آلمانی در خدمت امپراتوری روسیه بود. 

## زندگی‌نامه
بنیگسن در ۱۰ فوریه ۱۷۴۵ در یک خانواده اشرافی هانوفر در براونشوایگ (نام انگلیسی: Brunswick) به دنیا آمد.  خانواده او دارای چندین املاک در بانتلن در هانوفر بودند.  بنیگسن متوالی به عنوان صفحه در دربار هانوفر و افسر نگهبانان پیاده خدمت کرد،  و چهار سال بعد، در سال ۱۷۶۳، به عنوان کاپیتان، در کارزار نهایی جنگ هفت ساله شرکت کرد.  در سال ۱۷۶۴، پس از مرگ پدرش و ازدواج با بارونس اشتاینبرگ، از ارتش هانوفر بازنشسته شد و در املاکی که در بانتلن داشت ساکن شد.  در سال ۱۷۷۳، مدت کوتاهی پس از ورود مجدد به خدمت هانوفر برای مدت کوتاهی، او به عنوان افسر میدانی وارد خدمت روسیه شد و متعاقباً در همان سال در هنگ تفنگداران ویاتکا پذیرفته شد.   او در سال ۱۷۷۴ و در سال ۱۷۷۸ علیه ترک‌ها جنگید و در سال آخر سرهنگ دوم شد. در سال ۱۷۸۷ رفتار او در طوفان اوچاکوف باعث شد تا او به درجه سرتیپی ارتقا یافت و او بارها در درهم شکستن قیام کوشیوسکو و در حمله روسیه به ایران که در دربند می‌جنگید متمایز شد.   در ۹ ژوئیه ۱۷۹۴، او به دلیل دستاوردهایش در مبارزات انتخاباتی سابق به سرلشگری ارتقا یافت و در ۲۶ سپتامبر ۱۷۹۴ نشان درجه سوم سنت جورج و دارایی در گوبرنیای مینسک به او اعطا شد. 
در سال ۱۷۹۸ بنیگسن توسط تزار پاول یکم به دلیل ارتباطش با افلاطون زوبوف از خدمت سربازی اخراج شد. مشخص است که او در مرحله برنامه‌ریزی توطئه ترور پل اول شرکت فعال داشت، اما نقش او در قتل واقعی همچنان حدس و گمان است. تزار الکساندر یکم در سال ۱۸۰۱ او را فرماندار کل لیتوانی و در سال ۱۸۰۲ ژنرال سواره نظام کرد. 
در سال ۱۸۰۶ بنیگسن فرماندهی یکی از ارتش‌های روسیه را برعهده داشت که علیه ناپلئون عمل می‌کردند، زمانی که در نبرد پولتوسک شرکت کرد و شخصاً در نبرد خونین ایلائو (۸ فوریه ۱۸۰۷) با امپراتور ملاقات کرد.  در نبرد پولتوسک او قبل از عقب‌نشینی در برابر نیروهای فرانسوی تحت فرماندهی ژان لان مقاومت کرد. این امر نشان درجه دوم سنت جورج را برای او به ارمغان آورد، در حالی که پس از نبرد ایلائو به او نشان سنت اندرو - بالاترین نشان در امپراتوری روسیه اعطا شد. در اینجا او می‌توانست ادعا کند که اولین معکوس ناپلئون را ایجاد کرده است، اما شش ماه بعد بنیگسن با شکست کوبنده فریدلند (۱۴ ژوئن ۱۸۰۷) روبرو شد که پیامد مستقیم آن پیمان تیلسیت بود. 
بنیگسن به دلیل نبرد فریدلند و کاهش نظم و انضباط در ارتش به شدت مورد انتقاد قرار گرفت. و برای چند سال بازنشسته شد، اما در مبارزات انتخاباتی ۱۸۱۲ او دوباره در ارتش در مناصب مختلف مسئول ظاهر شد. او در جنگ بورودینو حضور داشت و در نبرد تاروتینو  یواخیم مورا را شکست داد و در آنجا از ناحیه پا مجروح شد. اما به دلیل نزاع با مارشال کوتوزوف، فرمانده کل روسیه، او مجبور شد در ۱۵ نوامبر از استخدام نظامی فعال بازنشسته شود. 

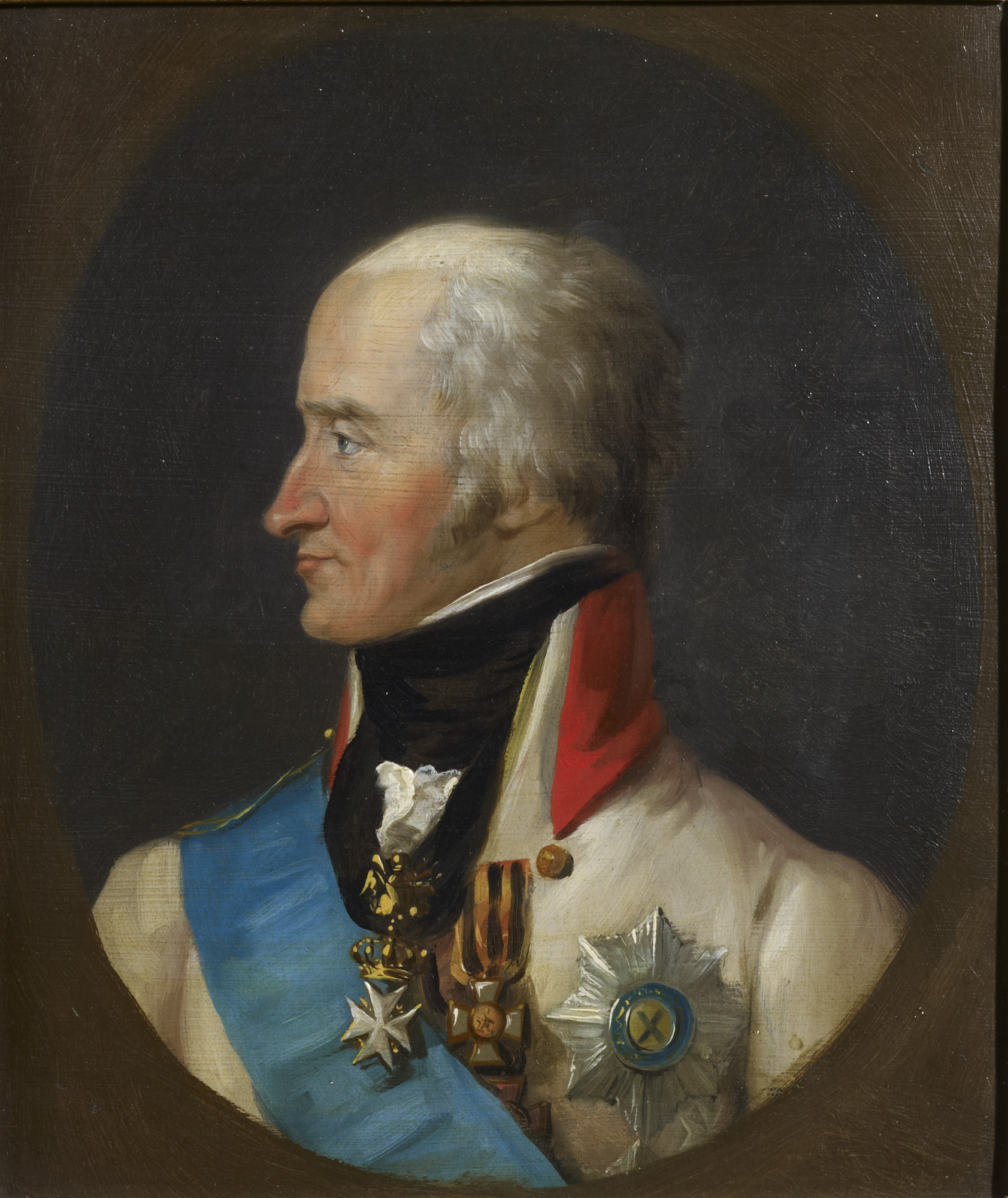
بنیگسن با روبان سنت جورج.

پس از مرگ کوتوزوف، بنیگسن فراخوانده شد و در راس یک ارتش قرار گرفت.  بنیگسن در نبردهای باتزن و لوتزن شرکت کرد. یکی از ستون‌هایی را هدایت می‌کند که در آخرین روز نبرد لایپزیگ (۱۶–۱۹ اکتبر ۱۸۱۳) حمله قاطع را انجام داد. در همان شب، امپراتور الکساندر اول او را به عنوان شماری انتخاب کرد، و او پس از آن فرماندهی نیروهایی را برعهده داشت که علیه مارشال داووت در شمال آلمان،  به ویژه در محاصره یک ساله هامبورگ (۱۸۱۳–۱۸۱۴) عمل کردند. پس از پیمان فونتن‌بلو، نشان درجه یک سنت جورج - بالاترین نشان نظامی روسیه - به دلیل اقداماتش در جنگهای ناپلئونی به‌طور کلی به او اعطا شد.
پس از صلح عمومی، بنیگسن از سال ۱۸۱۵ تا ۱۸۱۸ فرماندهی را بر عهده داشت، زمانی که از خدمت فعال بازنشسته شد و در املاک هانوفر خود در بانتلن در نزدیکی هیلدس‌هایم مستقر شد. در پایان زندگی خود بینایی خود را به‌طور کامل از دست داد. او در ۳۱ دسامبر ۱۸۲۶، هشت سال پس از بازنشستگی، در Banteln درگذشت.  پسر او، کنت الکساندر لوین فون بنیگسن (۱۸۰۹–۱۸۹۳) یک دولتمرد برجسته هانوفر بود. 
بنیگزن سه جلدی «خاطرات ژنرال بنیگسن» را نوشت که در سال‌های ۱۹۰۷–۱۹۰۸ در پاریس منتشر شد.  اگرچه آنها حاوی جزئیات «جذاب‌کننده» در مورد جنگ‌ها و نبردهای روسیه بین سال‌های ۱۸۰۶–۱۸۱۳ هستند، این اثر اغلب حقایق تاریخی را زیبا می‌کند. 

## یادداشت
1. ↑  روسی: Лео́нтий Лео́нтьевич Бе́ннигсен, Leontiy Leontyevich Bennigsen